# Clavulina delicia
Clavulina delicia é uma espécie de fungo pertencente à família Clavulinaceae.